# Tingstuhöjdens naturvårdsområde
Tingstuhöjdens naturvårdsområde är ett naturvårdsområde (sedan 199 likställt med naturreservat) i Strängnäs kommun i Södermanlands län.
Området är naturskyddat sedan 1986 och är 61 hektar stort. Reservatet ligger strax nordväst om Strängnäs och består av hällmarkstallskog. 